# Ehalkivi
Ehalkivi —literalmente: «Roca del Resplandor del Atardecer»— es un bloque errático situado en Letipea, condado de Lääne-Viru, Estonia. Por su volumen, es el más grande de su tipo en Estonia y uno de los mayores en el área de glaciación del norte de Europa. Geológicamente, el bloque es de pegmatita.

## Dimensiones
- Altura: 7,6 m.[2]

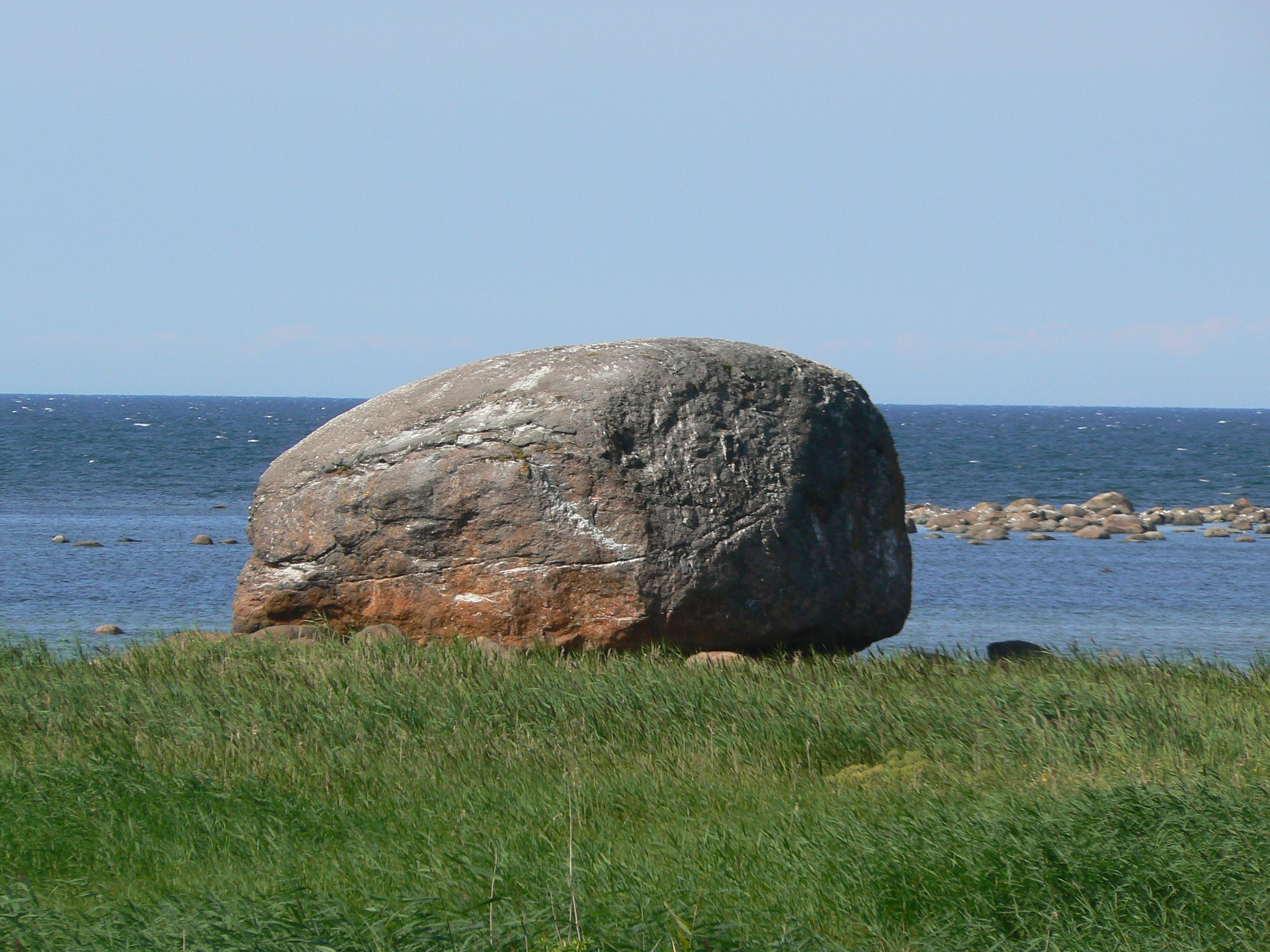
Vista desde la orilla.

- Circunferencia: 49.6 (medido a 1,5 m de la superficie del agua).[2]
- Volumen: 930 m3.[2]
- Masa: unas 2.500 t.[2]